# Cobra Cars Spain
Garbí és una marca catalana d'automòbils esportius, fabricats de manera artesanal per l'empresa Cobra Cars Spain a Figueres (Alt Empordà) des del 1993. Fundada per Juli Planas, l'empresa s'ha especialitzat en la rèplica de diversos models d'automòbil: el Lotus Seven (comercialitzat com a Garbí), l'Ac Cobra (Summe), l'Alfa Romeo 1750 C (Bird) i el Morgan (Hunter).
El 1999 i el 2003 es va aconseguir de l'Institut Nacional de Tècnica Aeroespacial d'Espanya (INTA) l'homologació europea en petites sèries dels Garbí i Summe respectivament. Actualment hi ha també dues versions de carrer, l'una amb motor Yamaha tetracilíndric de 1.000 cc i 180 CV i l'altra amb motor Ford de 2.000 cc i 135 CV. L'empresa patrocina una competició monomarca anomenada "Challenge Garbí" destinada als models equipats amb motor Yamaha, la qual es disputa anualment en diversos circuits.